# NGC 7322
NGC 7322 (NGC 7334) é uma galáxia espiral (S0-a) localizada na direcção da constelação de Grus. Possui uma declinação de -37° 13' 53" e uma ascensão recta de 22 horas, 37 minutos e 51,4 segundos.
A galáxia NGC 7322 foi descoberta em 30 de Agosto de 1834 por John Herschel.